# ごりやくさん
ごりやくさんは、全国独立放送協議会（独立協）加盟12局とBS11などの共同制作により放送された、神社を紹介する紀行番組である。制作幹事局のKBS京都では2019年9月から2020年11月まで放送された。放送回数は総集編を含め全50回。

## 概要
各地のご利益が得られると伝わる神社を訪問し、御神体の由緒やその土地の歴史や風土、特産品などを紹介している。毎回、女性タレントが「旅人」として出演し、参拝や縁起物の紹介、土地の名物を食すシーンなどを見せている。放送途中では再放送もあったが、本放送の再開後の訪問先は、関西地方に所在する神社が主となった。放送終了後は一部の局で同じ枠や他の時間帯で再放送されている。

## 出演者・スタッフ
- 語り：余貴美子
- 旅人：放送リスト参照
- テーマ曲：平沼有梨『光のように』[1]
- 企画・構成：吉崎中
- 構成：小迫よしえ、角田雅夫
- 演出：東郷一重、松山秀行、大江隆之
- 撮影：落合温史、平尾隆弘、高沢幸児【週替り】
- CA：石橋秀一朗、中橋貴彦、山崎拓海、高井美紀、高須賀基典、林浩一、中野克哉、中藤克和、庄司広直、大西宏典、谷口諒馬、宮迫康幸【週替り】
- 編集：遠藤功二
- CG：樽見孝弘
- イラスト：水谷夏菜
- MA：吉田一郎
- プロデューサー：木村泰之 (KBS京都)
- 制作協力：元気な事務所
- 制作・著作：KBS京都、ほか12局（放送局参照）

## 放送リスト
| 01 | 2019年09月30日 | 多賀大社                   | 多賀大社                   | 滋賀県                 | 近江国三宮             | 北川りな               | 宮司                   | 片岡秀和               | 多賀や |
| 01 | 2019年09月30日 | 多賀大社                   | 多賀大社                   | 滋賀県                 | 近江国三宮             | 北川りな               | 権禰宜                 | 宮澤知生               | 多賀や |
| 02 | 2019年10月07日 | 芝大神宮                   | 芝大神宮                   | 東京都                 |                        | 與田小百合             | 宮司                   | 勝田博之               | 芝神明 栄太楼 |
| 03 | 2019年10月14日 | 氷川神社                   | 氷川神社                   | 埼玉県                 | 武蔵国一宮             | 織架                   | 権宮司                 | 東⻆井真臣             | 関東財務局、大宮第二公園管理事務所、清水園                                                                       |
| 04 | 2019年10月21日 | 出雲大社                   | 出雲大社                   | 島根県                 | 出雲国一宮             | 杏莉                   | なし                   | なし                   | 島根県立古代出雲歴史博物館、出雲観光協会、ご縁横丁 出雲ぜんざい餅店                                              |
| 05 | 2019年10月28日 | 鹿島神宮                   | 鹿島神宮                   | 茨城県                 | 常陸国一宮             | 中村祐美子             | 権禰宜                 | 中嶋勇人               | 鹿島神宮道場、湧水茶屋 一休                                                                                      |
| 06 | 2019年11月03日 | 総集編①（第1 - 5回）       | 総集編①（第1 - 5回）       | 総集編①（第1 - 5回）   | 総集編①（第1 - 5回）   | 総集編①（第1 - 5回）   | 総集編①（第1 - 5回）   | 総集編①（第1 - 5回）   | 総集編①（第1 - 5回）                                                                                             |
| 07 | 2019年11月11日 | 箱根神社                   | 箱根神社                   | 神奈川県               |                        | 田ケ原恵美             | 権禰宜                 | 土屋慶之               | 箱根寄木細工 浜松屋、箱根 駒ヶ岳ロープウェー、権現からめもち、芦ノ湖倶楽部                                       |
| 08 | 2019年11月18日 | 椿大神社                   | 椿大神社                   | 三重県                 | 伊勢国一宮             | 伊藤よしの             | 権禰宜                 | 田中淳                 | 鈴鹿弓道協会、春泉堂老舗、御在所ロープウェイ                                                                     |
| 09 | 2019年11月25日 | 大山祇神社                 | 大山祇神社                 | 愛媛県                 | 伊予国一宮             | 多田佳加               | 宮司                   | 三島安詔               | 今治市役所、村上井盛堂                                                                                           |
| 10 | 2019年12月02日 | 富士山本宮浅間大社         | 富士山本宮浅間大社         | 静岡県                 | 駿河国一宮             | 遠田ちせ               | 出仕                   | 堀江昂佑               | 静岡県富士山世界遺産センター、御くじ餅本舗、お宮横丁                                                             |
| 11 | 2019年12月09日 | 橿原神宮                   | 橿原神宮                   | 奈良県                 |                        | 小出優子               | 権禰宜                 | 金澤明信               | 橿原菊花愛好会、文化庁、畝傍陵墓監区事務所、埴輪まんじゅう本舗                                                   |
| 12 | 2019年12月16日 | 総集編②（第7 - 11回）      | 総集編②（第7 - 11回）      | 総集編②（第7 - 11回）  | 総集編②（第7 - 11回）  | 総集編②（第7 - 11回）  | 総集編②（第7 - 11回）  | 総集編②（第7 - 11回）  | 総集編②（第7 - 11回）                                                                                            |
| 13 | 2019年12月23日 | 伏見稲荷大社               | 伏見稲荷大社               | 京都府                 |                        | 繁田梨世               | なし                   | なし                   | 丹嘉、稲荷茶寮                                                                                                   |
| 14 | 2020年01月06日 | 天河大辨財天社             | 天河大辨財天社             | 奈良県                 |                        | 北川莉子               | 権禰宜                 | 柿坂匡孝               | Oh! Tree |
| 15 | 2020年01月13日 | 香取神宮                   | 香取神宮                   | 千葉県                 | 下総国一宮             | 奈良怜那               | 権禰宜                 | 香取真悟               | 香取雅楽会、寒香亭                                                                                               |
| 15 | 2020年01月13日 | 香取神宮                   | 香取神宮                   | 千葉県                 | 下総国一宮             | 奈良怜那               | 禰宜                   | 香田隆造               | 香取雅楽会、寒香亭                                                                                               |
| 16 | 2020年01月20日 | 飛騨一宮水無神社           | 飛騨一宮水無神社           | 岐阜県                 | 飛騨国一宮             | 上矢りせ               | 宮司                   | 牛丸大吾               | 高山市、飛騨高山まちの博物館、宮川朝市共同組合                                                                   |
| 16 | 2020年01月20日 | 飛騨一宮水無神社           | 飛騨一宮水無神社           | 岐阜県                 | 飛騨国一宮             | 上矢りせ               | 禰宜                   | 田口周作               | 高山市、飛騨高山まちの博物館、宮川朝市共同組合                                                                   |
| 17 | 2020年01月27日 | 宇都宮二荒山神社           | 宇都宮二荒山神社           | 栃木県                 | 下野国一宮             | 坂野志津佳             | 権禰宜                 | 篠崎博哉               | 二荒山神社氏子総代会、二荒山神社神輿保存会、宇都宮観光コンベンション協会、関口園                                 |
| 18 | 2020年02月03日 | 総集編③（第13 - 17回）     | 総集編③（第13 - 17回）     | 総集編③（第13 - 17回） | 総集編③（第13 - 17回） | 総集編③（第13 - 17回） | 総集編③（第13 - 17回） | 総集編③（第13 - 17回） | 総集編③（第13 - 17回）                                                                                           |
| 19 | 2020年02月10日 | 宇佐神宮                   | 宇佐神宮                   | 大分県                 | 豊前国一宮             | 小野薫                 | なし                   | なし                   | 表参道商店街、梅田家                                                                                             |
| 20 | 2020年02月17日 | 寒川神社                   | 寒川神社                   | 神奈川県               | 相模国一宮             | 村山久美               | 権禰宜                 | 犬上亙佑               | 鎮守の杜Koyo |
| 21 | 2020年02月24日 | 妙義神社                   | 妙義神社                   | 群馬県                 |                        | 白河優菜               | 宮司                   | 川島邦夫               | ひしや旅館、道の駅みょうぎ、養蚕農家 伊丹さん、富岡市 経済産業部 農林課                                          |
| 22 | 2020年03月02日 | 鹽竈神社                   | 鹽竈神社                   | 宮城県                 | 陸奥国一宮             | 河村美歩               | 権禰宜                 | 前川成文               | 志波彦神社、丹六園、塩竃市魚市場、塩釜水産物仲卸市場                                                             |
| 23 | 2020年03月09日 | 諏訪大社                   | 諏訪大社                   | 長野県                 | 信濃国一宮             | 神城恵里               | なし                   | なし                   | 諏訪湖エリアまちなか観光案内人協議会、諏訪地方観光連盟、下諏訪観光協会、新鶴本店                                 |
| 24 | 2020年03月16日 | 総集編④（第19 - 23回）     | 総集編④（第19 - 23回）     | 総集編④（第19 - 23回） | 総集編④（第19 - 23回） | 総集編④（第19 - 23回） | 総集編④（第19 - 23回） | 総集編④（第19 - 23回） | 総集編④（第19 - 23回）                                                                                           |
| 25 | 2020年03月23日 | 日前神宮・國懸神宮         | 日前神宮・國懸神宮         | 和歌山県               | 紀伊国一宮             | 浜口愛子               | 禰宜                   | 紀俊崇                 | 濱宮神社、総本家駿河屋、和歌山県立紀伊風土記の丘、和歌山市和歌山城整備企画課                                     |
| 26 | 2020年04月06日 | 太宰府天満宮               | 太宰府天満宮               | 福岡県                 |                        | Kuro                   | 権宮司                 | 味酒安則               | 茶房きくち |
| 26 | 2020年04月06日 | 太宰府天満宮               | 太宰府天満宮               | 福岡県                 | 巫女                   | Kuro                   | 肝付遥香               |                        | 茶房きくち |
| 27 | 2020年04月13日 | 金神社                     | 金神社                     | 岐阜県                 |                        | 平賀千晶               | 宮司                   | 本郷啓介               | 起き上り本舗、岐阜観光コンベンション協会、岐阜観光索道株式会社、岐阜市公園整備課                                 |
| 28 | 2020年04月20日 | 住吉大社                   | 住吉大社                   | 大阪府                 | 摂津国一宮             | 吉崎菜月               | 権禰宜                 | 岡康史                 | 阪堺電気軌道、末廣堂                                                                                             |
| 28 | 2020年04月20日 | 住吉大社                   | 住吉大社                   | 大阪府                 | 摂津国一宮             | 吉崎菜月               | 権禰宜                 | 河野充浩               | 阪堺電気軌道、末廣堂                                                                                             |
| 29 | 2020年04月27日 | 熊野三山                   | 熊野本宮大社               | 和歌山県               |                        | 田中梨乃               | 禰宜                   | 長谷川圭治             | 青岸渡寺、和歌山県立博物館、総本家めはりや                                                                       |
| 29 | 2020年04月27日 | 熊野三山                   | 熊野速玉大社               | 和歌山県               | 宮司                   | 田中梨乃               | 上野顯                 |                        | 青岸渡寺、和歌山県立博物館、総本家めはりや                                                                       |
| 29 | 2020年04月27日 | 熊野三山                   | 熊野那智大社               | 和歌山県               | 権禰宜                 | 田中梨乃               | 花薗龍人               |                        | 青岸渡寺、和歌山県立博物館、総本家めはりや                                                                       |
| 30 | 2020年05月04日 | 総集編⑤（第25 - 29回）     | 総集編⑤（第25 - 29回）     | 総集編⑤（第25 - 29回） | 総集編⑤（第25 - 29回） | 総集編⑤（第25 - 29回） | 総集編⑤（第25 - 29回） | 総集編⑤（第25 - 29回） | 総集編⑤（第25 - 29回）                                                                                           |
| 31 | 2020年05月11日 | 秩父神社                   | 秩父神社                   | 埼玉県                 | 武蔵国四宮             | 池田芽生               | 権宮司                 | 薗田建                 | 秩父屋台囃子保存会 中近太鼓連、秩父まつり会館、秩父市観光課、 ほっとすぽっと秩父館、武甲酒造、秩父ミューズパーク |
| 32 | 2020年05月18日 | 日吉大社                   | 日吉大社                   | 滋賀県                 | 近江国二宮             | 佛圓万里菜             | 禰宜                   | 矢頭英征               | 本家鶴㐂そば、比叡山坂本活性化事業実行委員会                                                                     |
| 33 | 2020年08月03日 | 愛宕神社                   | 愛宕神社                   | 京都府                 |                        | 大西遥                 | 権禰宜                 | 馬淵貴裕               | 平野屋、京都愛宕研究会                                                                                           |
| 34 | 2020年08月10日 | 賀茂御祖神社（下鴨神社）   | 賀茂御祖神社（下鴨神社）   | 京都府                 | 山城国一宮             | 海老澤佳奈             | 権禰宜                 | 大塚高史               | 賀茂別雷神社、宝泉堂、京都ホテルオークラ                                                                         |
| 35 | 2020年08月17日 | 賀茂別雷神社（上加茂神社） | 賀茂別雷神社（上加茂神社） | 京都府                 | 山城国一宮             | 本田まき               | 権禰宜                 | 中野瑞己               | 賀茂御祖神社、御すぐき処 京都なり田、西村家庭園                                                                  |
| 36 | 2020年08月24日 | 西宮神社                   | 西宮神社                   | 兵庫県                 |                        | 近藤由紀               | 禰宜                   | 吉井良迪               | えびす座、谷矢製餡、西宮市、白鹿記念酒造博物館                                                                   |
| 37 | 2020年08月31日 | 総集編⑥（第31 - 36回）     | 総集編⑥（第31 - 36回）     | 総集編⑥（第31 - 36回） | 総集編⑥（第31 - 36回） | 総集編⑥（第31 - 36回） | 総集編⑥（第31 - 36回） | 総集編⑥（第31 - 36回） | 総集編⑥（第31 - 36回）                                                                                           |
| 38 | 2020年09月07日 | 金刀比羅宮                 | 金刀比羅宮                 | 香川県                 |                        | 菊池有里子             |                        | 岸本庄平               | 五人百姓、讃岐一刀彫宗家 山中象堂、灸まん本舗 石段や                                                             |
| 39 | 2020年09月14日 | 吉備津神社                 | 吉備津神社                 | 岡山県                 | 備中国一宮             | 浜田真理               | 禰宜                   | 上西謙介               | お食事処 桃太郎、岡山市観光振興課、岡山市教育委員会 文化財課、倉敷市文化財保護課、総社市観光プロジェクト課       |
| 40 | 2020年09月21日 | 彌彦神社                   | 彌彦神社                   | 新潟県                 | 越後国一宮             | 篠田愛                 | 権禰宜                 | 高橋孝至               | 弥彦酒造、かめや、弥彦山ロープウェイ                                                                             |
| 41 | 2020年09月28日 | 石清水八幡宮               | 石清水八幡宮               | 京都府                 |                        | 森川侑美               | 権禰宜                 | 田中博志               | 松花堂庭園・美術館、京都吉兆 松花堂店、やわた走井餅老舗、淀川河川公園                                            |
| 42 | 2020年10月05日 | 八坂神社                   | 八坂神社                   | 京都府                 |                        | 叶久（祇園東）         |                        | 森田義崇               | 祇園祭山鉾連合会、鍵善良房、京都市建設局 南部みどり管理事務所                                                    |
| 43 | 2020年10月12日 | 総集編⑦（第38 - 42回）     | 総集編⑦（第38 - 42回）     | 総集編⑦（第38 - 42回） | 総集編⑦（第38 - 42回） | 総集編⑦（第38 - 42回） | 総集編⑦（第38 - 42回） | 総集編⑦（第38 - 42回） | 総集編⑦（第38 - 42回）                                                                                           |
| 44 | 2020年10月19日 | 丹生都比売神社             | 丹生都比売神社             | 和歌山県               | 紀伊国一宮             | 久保葵                 |                        | 丹生晃市               | 高野山真言宗 総本山金剛峯寺、慈尊院、カフェ客殿                                                                  |
| 45 | 2020年10月26日 | 貴船神社                   | 貴船神社                   | 京都府                 |                        | 有沢伶菜               | 宮司                   | 高井和大               | 右源太、貴船倶楽部、京都バス                                                                                     |
| 46 | 2020年11月02日 | 春日大社                   | 春日大社                   | 奈良県                 |                        | 谷山美香               | 禰宜                   | 西村泰宏               | 春日荷茶屋、古梅園、文化庁平城宮跡管理事務所、奈良県                                                             |
| 47 | 2020年11月09日 | 近江神宮                   | 近江神宮                   | 滋賀県                 |                        | 佐々木瞳               | 権宮司                 | 河毛悦男               | 近江時計眼鏡宝飾専門学校、滋賀県、大津市、大津市歴史博物館、 善庵                                                |
| 48 | 2020年11月16日 | 湊川神社                   | 湊川神社                   | 兵庫県                 |                        | 神崎みく里             | 広報室長               | 鈴木智子               | 菊水總本店、神戸フィルムオフィス、棟方志功記念館、山口県文書館                                                   |
| 49 | 2020年11月23日 | 霧島神宮                   | 霧島神宮                   | 鹿児島県               |                        | 宮下葵                 | 権禰宜                 | 上牧瀬章洋             | 天孫降臨霧島九面太鼓保存会、霧島市観光協会、霧島市、城山公園、薩摩蒸氣屋霧島民芸村店                             |
| 50 | 2020年11月30日 | 総集編⑧（第44 - 49回）     | 総集編⑧（第44 - 49回）     | 総集編⑧（第44 - 49回） | 総集編⑧（第44 - 49回） | 総集編⑧（第44 - 49回） | 総集編⑧（第44 - 49回） | 総集編⑧（第44 - 49回） | 総集編⑧（第44 - 49回）                                                                                           |

## 放送局
| 放送局                                      | 放送局                      | 放送局             |
| 放送局                                      | 放送開始日と時刻            | 放送終了時の放送枠 |
| ------------------------------------------- | --------------------------- | ------------------ |
| 京都放送（KBS京都）                         | 2019年9月30日（月）21:00 -  | 月曜 22:00 -       |
| 奈良テレビ放送（TVN）                       | 2019年10月2日（水）08:00 -  | 木曜 24:30 -       |
| テレビ埼玉（テレ玉／TVS）                   | 2019年10月2日（水）21:00 -  | 木曜 19:30 -       |
| とちぎテレビ（とちテレ／GYT）               | 2019年10月3日（木）19:30    | 月曜 14:05 -       |
| テレビ神奈川（tvk）                         | 2019年10月4日（金）08:00 -  | 土曜 07:00 -       |
| びわ湖放送（BBC）                           | 2019年10月4日（金）17:25 -  | 水曜 10:30 -       |
| 千葉テレビ放送（チバテレ／CTC）             | 2019年10月5日（土）17:00 -  | 変更なし           |
| 群馬テレビ（群テレ／GTV）                   | 2019年10月5日（土）21:30 -  | 日曜 16:30 -       |
| テレビ和歌山（WTV）                         | 2019年10月6日（日）08:30 -  | 変更なし           |
| サンテレビジョン（SUN）                     | 2019年10月7日（月）18:30 -  | 変更なし           |
| 岐阜放送（ぎふチャン／GBS）                 | 2019年10月8日（火）11:00 -  | 土曜 22:30 -       |
| 日本BS放送（BS11）                          | 2019年10月11日（金）20:30 - | 土曜 08:00 -       |
| 東京メトロポリタンテレビジョン（TOKYO MX1） | 2019年12月4日（水）20:00 -  | 月曜 09:05 -       |
| TVQ九州放送（テレQ／TVQ）                   | 2020年10月3日（土）05:05 -  | 変更なし           |
| 福井放送（FBC）                             | 2021年3月1日（月）10:25 -   | 変更なし           |
| 三重テレビ放送（MTV）                       | 2023年11月4日（土）5:45 -   |                    |